# Flatolystra
Genre
Flatolystra est un genre d'insectes hémiptères de la sous-famille des Aphaeninae (famille des Fulgoridae).

## Systématique
Le genre Flatolystra a été créé en 1950 par l'entomologiste polonais Janusz Nast (d) (1908-1991).

## Liste des espèces
Selon BioLib (4 août 2021) :
- Flatolystra basalis Nast, 1950
- Flatolystra bisinuata Nast, 1950
- Flatolystra distincta Nast, 1950
- Flatolystra unicolor Nast, 1950
- Flatolystra verrucosa (Stål, 1859)
- Flatolystra ypsilon Nast, 1950

## Publication originale
- (en) Janusz Nast, « New genera and species of Neotropical Fulgoridae in the collection of the British Museum (Homoptera) », Annales Musei Zoologici Polonici, Varsovie, vol. 14, no 11,‎ 1950, p. 167-175.